# 赫蘇斯 (巴拉圭)

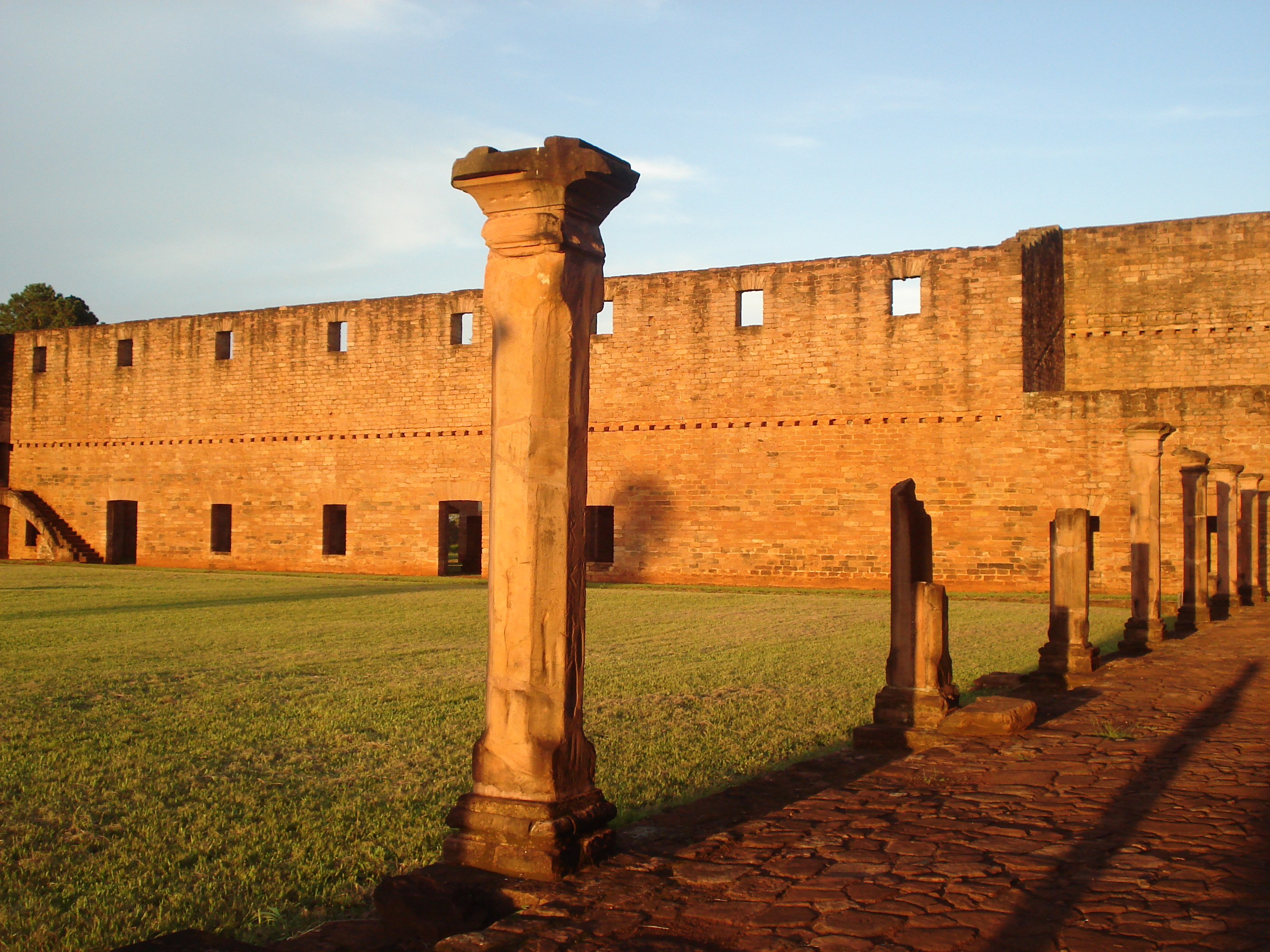

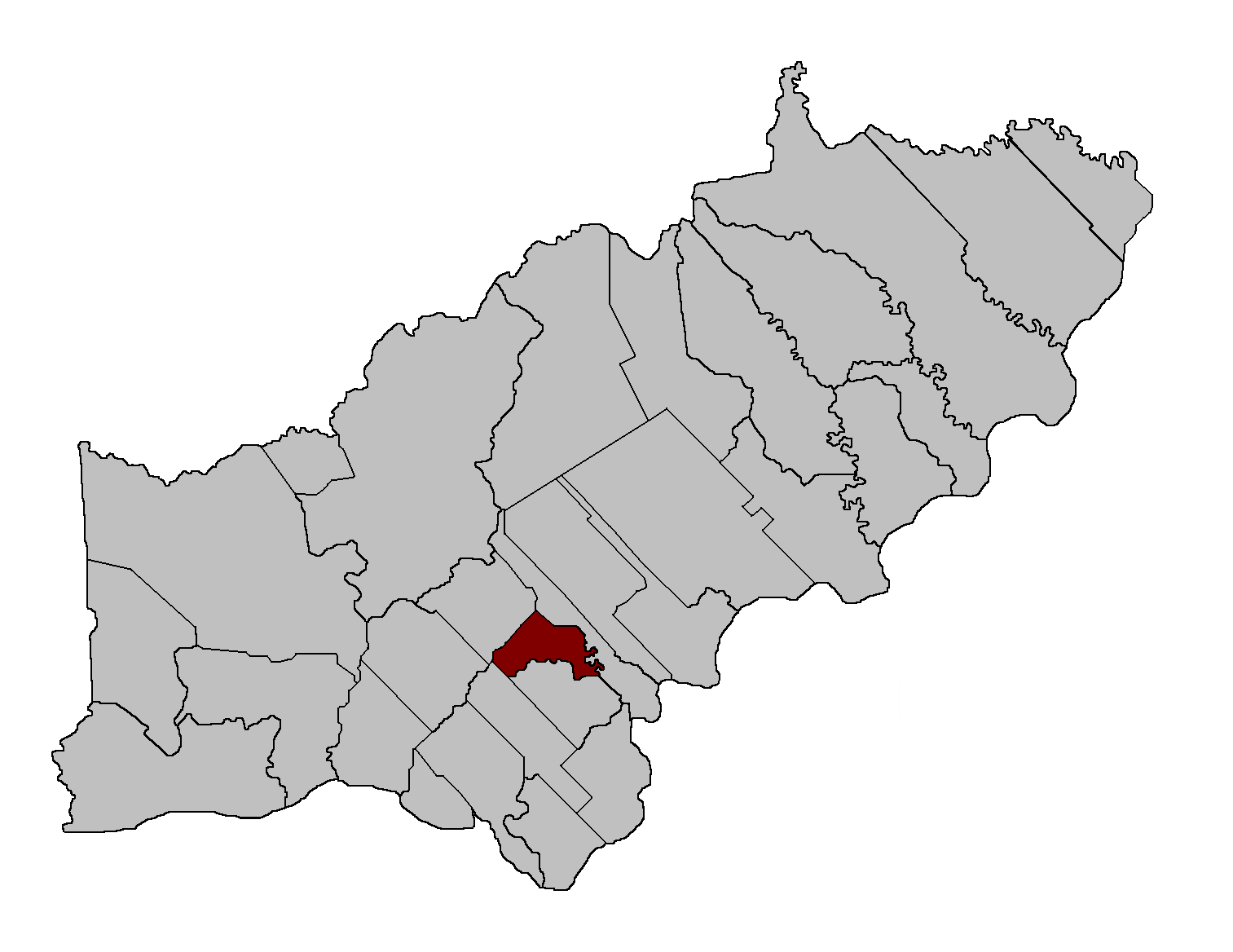

赫蘇斯（西班牙語：Jesús de Tavarangüé），是巴拉圭的城鎮，位於該國東南部，由伊塔普阿省負責管轄，距離恩卡納西翁40公里，面積144平方公里，海拔高度166米，2002年人口5,560，人口密度每平方公里38.61人。
27°3′18″S 55°44′44″W / 27.05500°S 55.74556°W